# Palazzo Venturi (già Doni)
Palazzo Venturi già Palazzo Doni, si trova a Firenze in via de' Banchi 2.

## Storia
Fino al Quattrocento in quest'area esistevano alcune case della famiglia dei Bischeri. Nel 1599, secondo le indicazioni di Ferdinando Ruggeri nel suo studio sull'architettura civile fiorentina, Bernardo Buontalenti iniziò qui un palazzo per la famiglia Doni, la quale ne rimase proprietaria fino alla metà del Seicento. Un altro storico invece, il Venturi, ne attribuisce il progetto a Gherardo Silvani, che però in quell'anno aveva solo vent'anni, quindi se l'ipotesi fosse vera si dovrebbe presumere anche una datazione più tarda.
Tramite la dote di Clarice Doni il palazzo passò ai Bourbon del Monte, che poi lo vendettero nel 1667 al cavaliere Cosimo Venturi. Vennero intraprese in quell'epoca una serie di trasformazionie abbellimenti soprattutto al piano nobile.
Durante l'Occupazione francese il proprietario di allora, il senatore Ippolito Venturi, ospitò nel palazzo Giuseppe ed Elisa Bonaparte durante sontuosi ricevimenti.
Dopo la morte di Ippolito l'edificio passò a sua figlia Marianna Garzoni Venturi, che lo vendette al principe Don Ercole dei Pio di Savoia nel 1850, che lo usò come residenza fiorentina. Egli collocò nel palazzo un prezioso affresco di Domenico Veneziano staccato da un vicino tabernacolo in via de' Cerretani.
Oggi l'edificio è di proprietà dell'"Opera Pia Leopoldo e Giovanni Vanni" di Impruneta ed è occupato da un albergo.

## Architettura

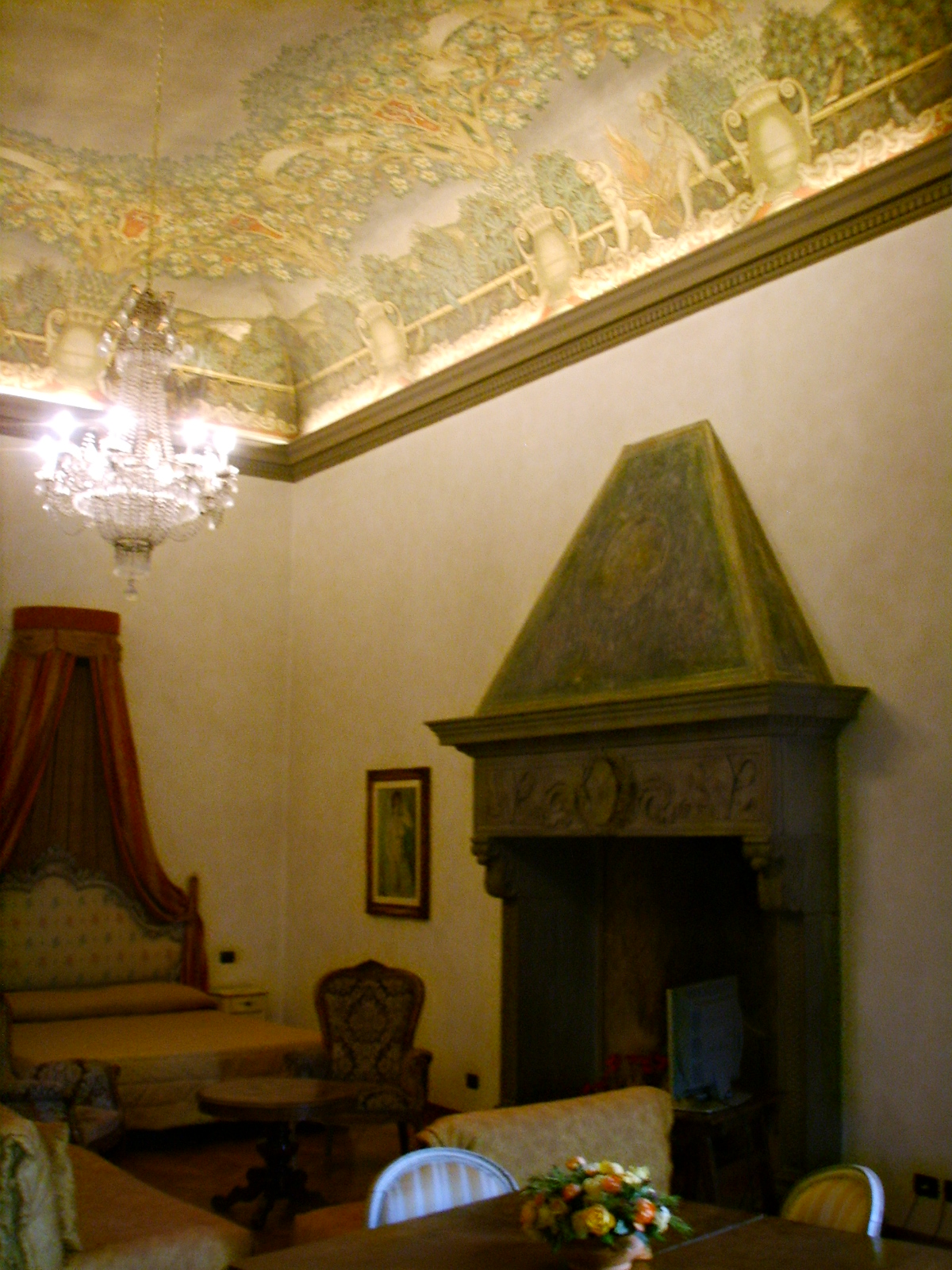
La Sala del camino

La facciata su via de' Banchi ha un aspetto tipicamente manierista, con due grandi portali e finestre inginocchiate al pian terreno e due file di finestre ai piani superiori, sottolineate da cornici marcapiano e coronate da architravi sporgenti. Su questo lato esiste anche terrazzo rialzato sulla sinistra, caratterizzato da una balaustra in pietra.
La parte su via Panzani invece venne sventrata nell'Ottocento per allargare la strada ed oggi risulta alterata e rifatta anonimamente.
L'ingresso del palazzo è oggi hall dell'albergo e vi si trova uno stemma dei Venturi, con tre rocchi d'oro su campo azzurro e capo d'Angiò. Le vetrate dipinte al primo piano sono opere del primo Novecento.
Al primo piano si incontra un'interessante sala affrescata con grottesche sul soffitto nello stile di Bernardino Poccetti, sebbene risalgano a un secolo dopo, al Settecento; vi sono inoltre raffigurate scene allegoriche nelle lunette e uno stemma dei Venturi sostenuto da putti. 
Una sala al secondo piano, oggi camera d'albergo, ha il soffitto decorato da affreschi ottocenteschi ispirati allo stile neogotico: la repprensentazione è dedicata al tempo e vi sono raffigurati alle quattro estremità putti nell'atto di compiere attività legate alle quattro stagioni; completano la raffigurazioni una serie di elementi floreali e vegetali sormontati dai simboli dei dodici segni zodiacali racchiusi entro stemmi. Vi si trova anche un pregevole caminetto e un lavabo in pietra, entrambi realizzati nel Cinquecento.
Altri ambienti del palazzo sono oggi destinati a camera d'albergo. Tra questi alcuni presentano decorazioni ottocentesche, come quelle dell'ex-alcova, con sculture di cariatidi in terracotta invetriata, che sorreggono ceste con fiori e frutta modellata.

## Altre immagini

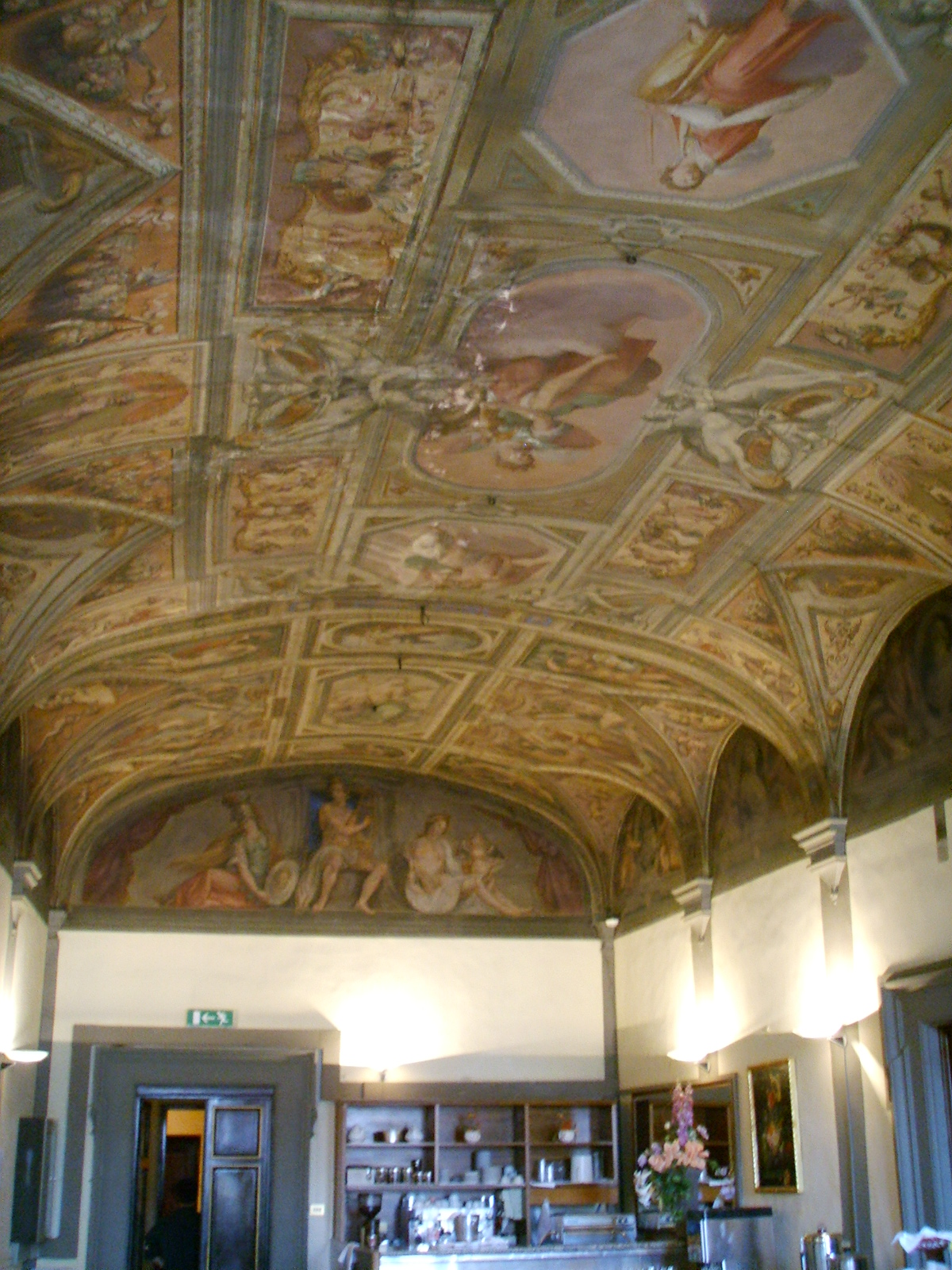
Sala delle grottesche
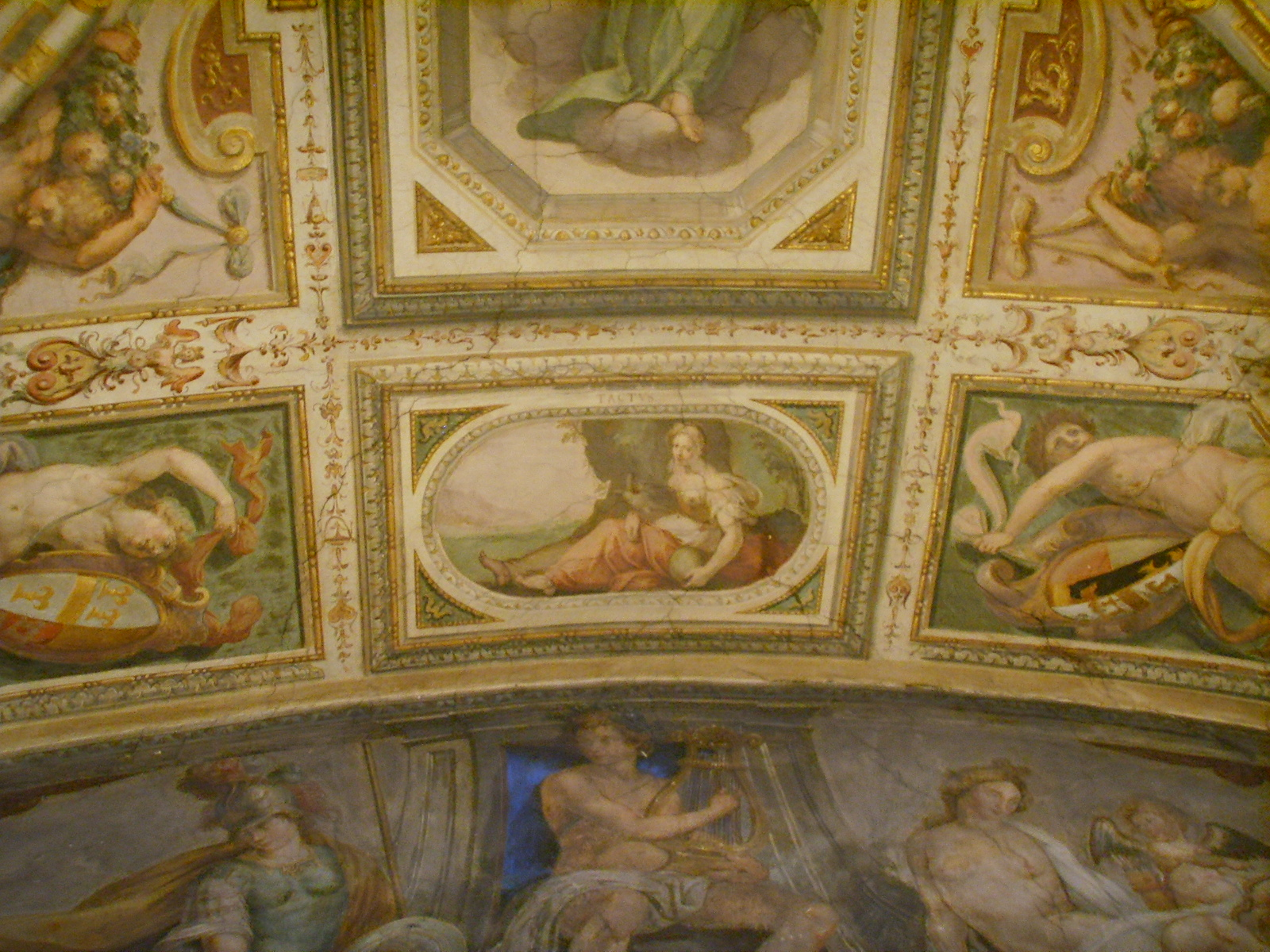
Dettaglio
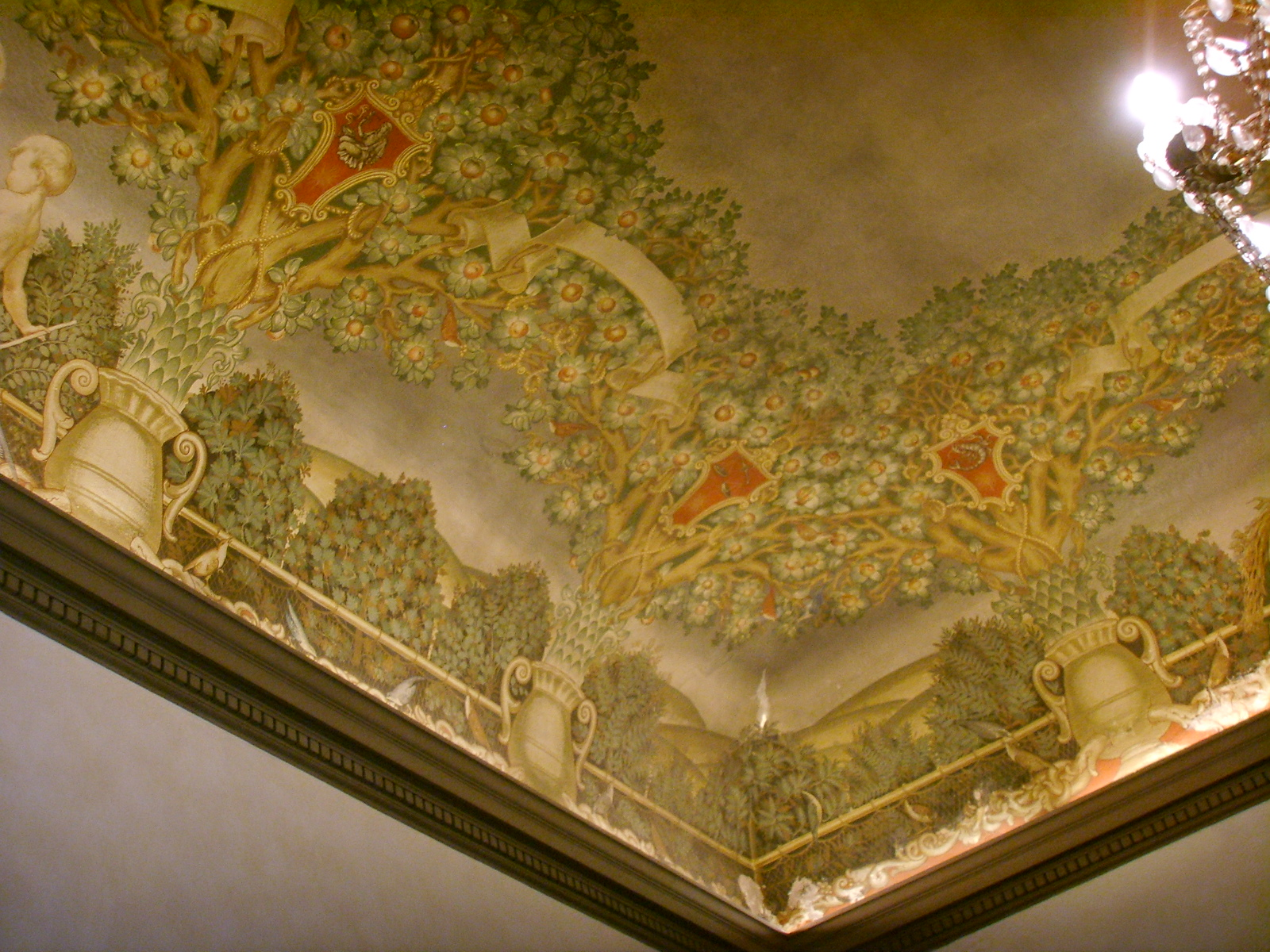
Sala del Camino, affreschi delle stagioni e segni zodiacali
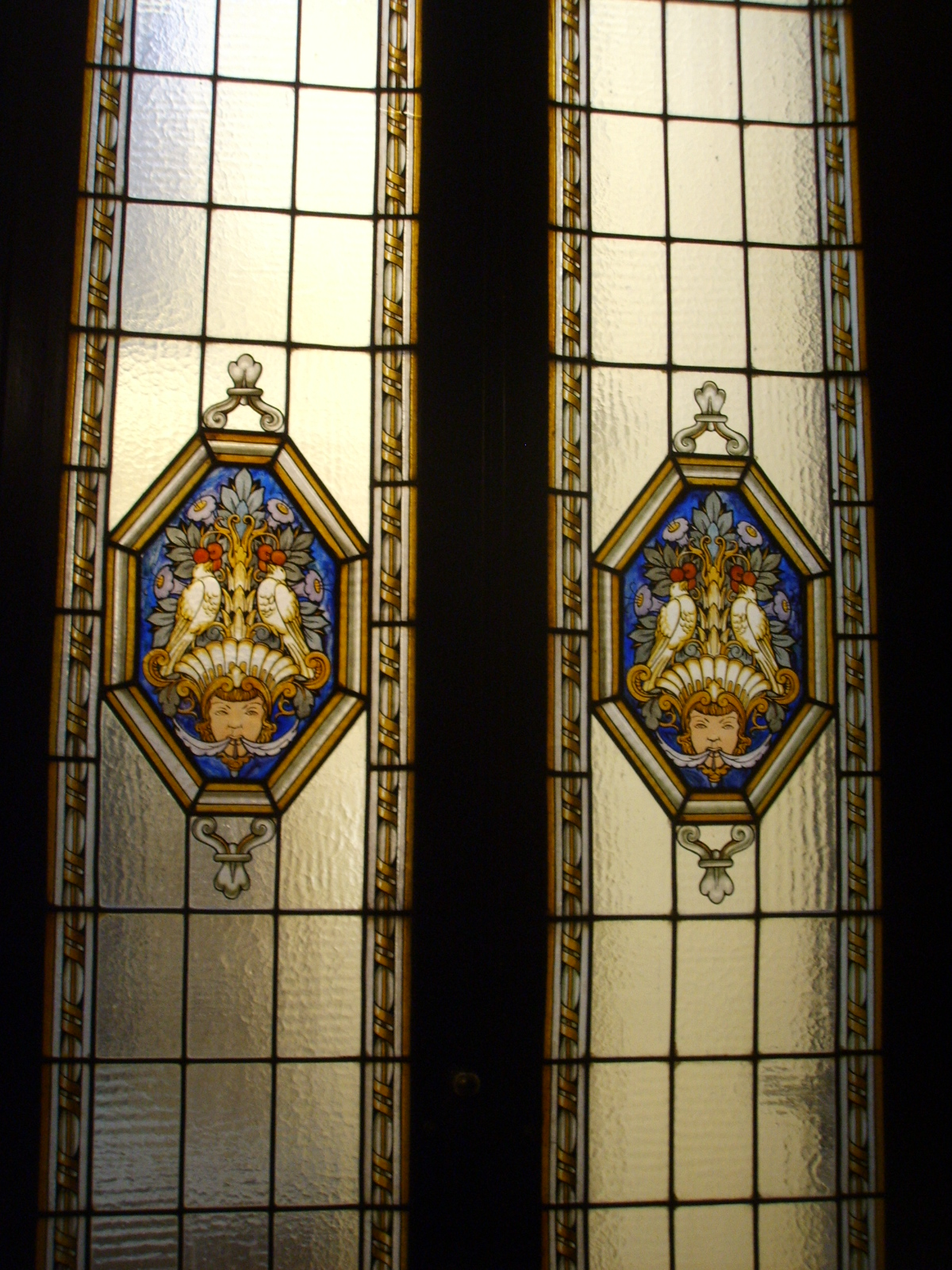
Vetri dipinti